# انتخابات الرئاسة الأمريكية 1932
الانتخابات الرئاسية الأمريكية 1932 هي الانتخابات الرئاسية الأمريكية التي جرت في 8 نوفمبر 1932، لانتخاب رئيس الولايات المتحدة، فاز بالانتخابات فرانكلين روزفلت، حصل على 22821277 صوت.

## معرض صور

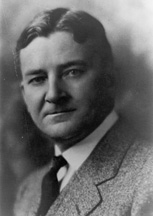
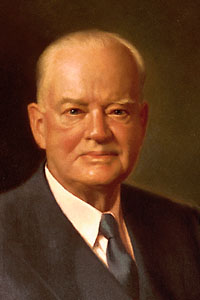
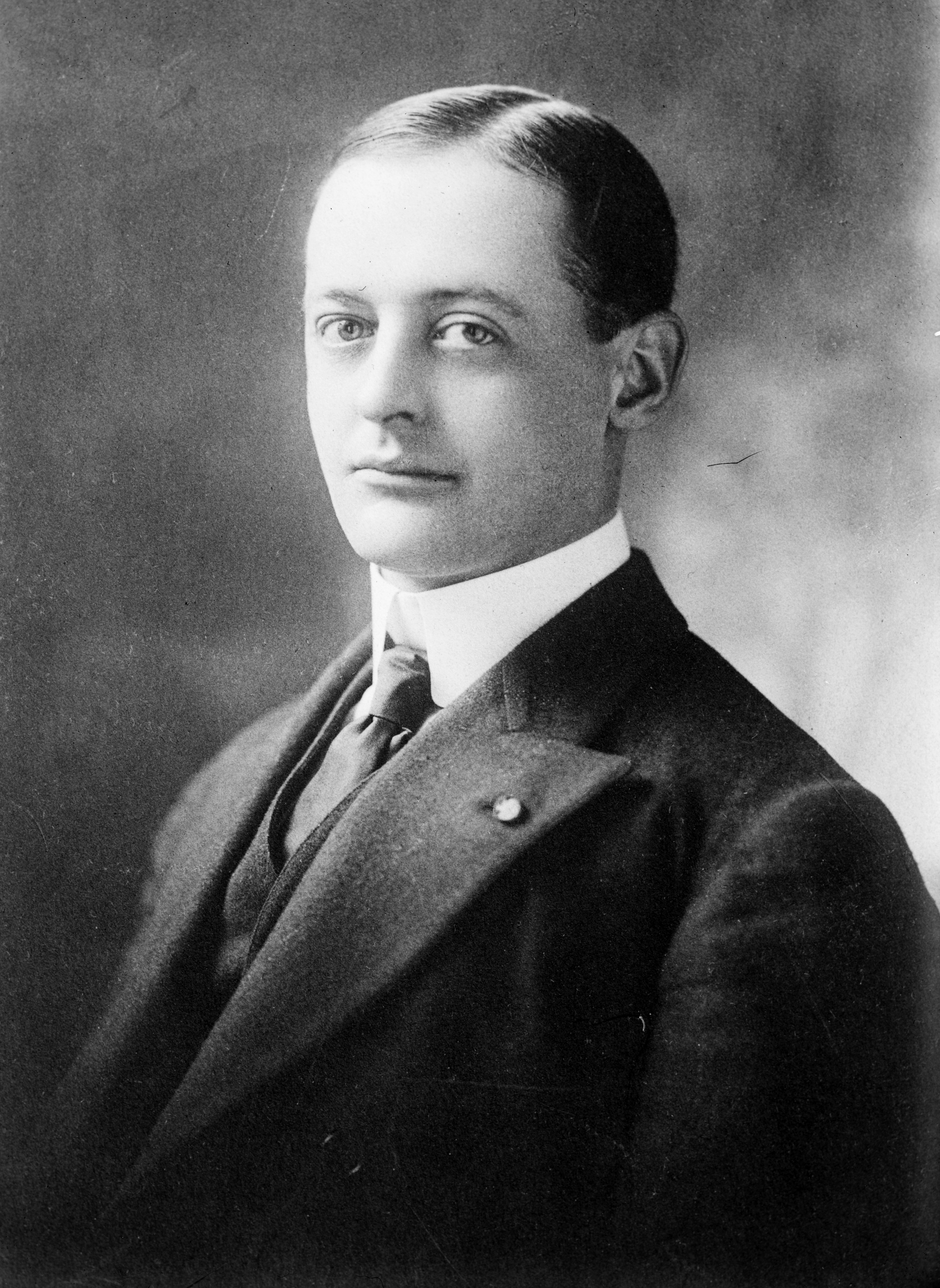
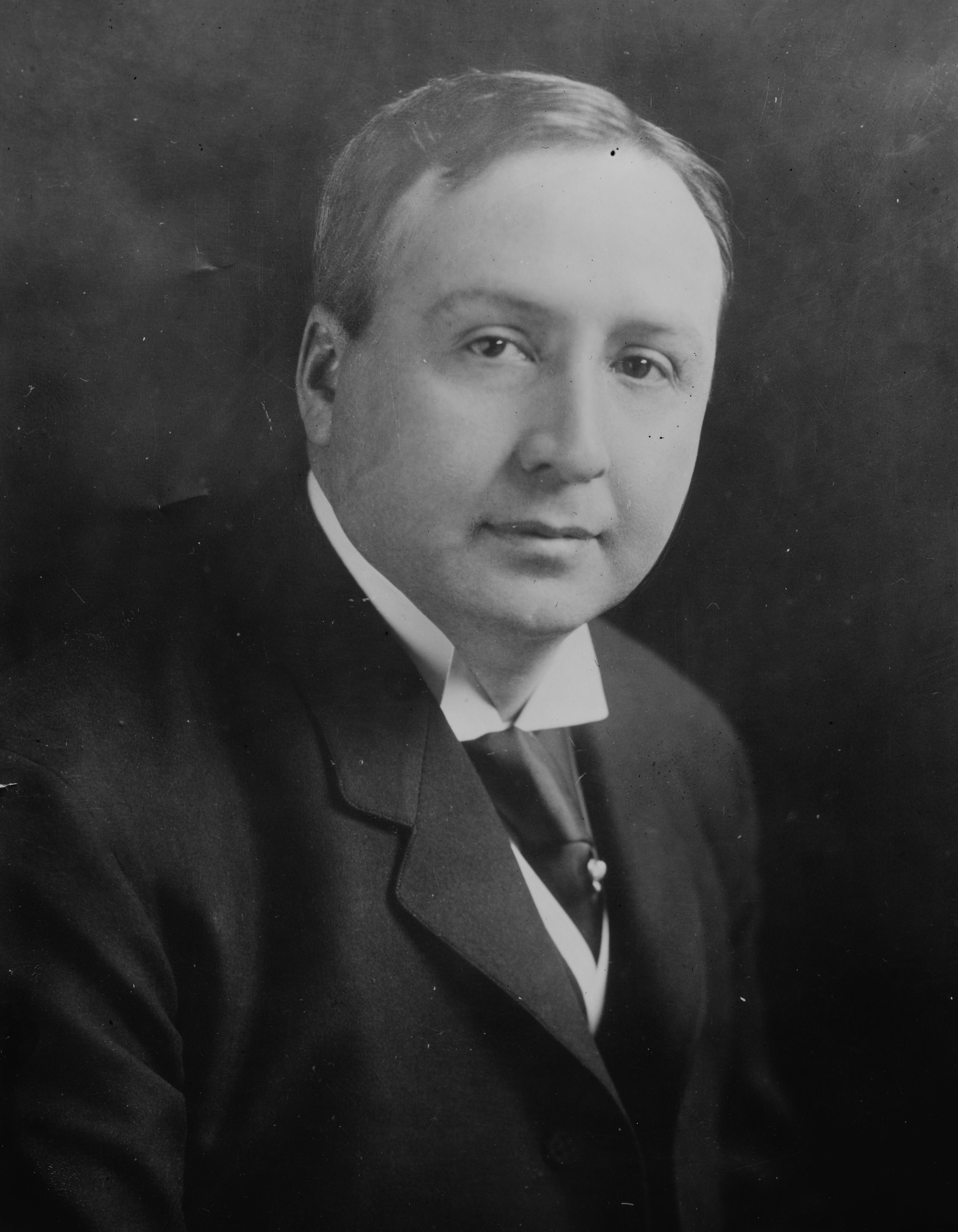

## المرشحين
| المرشح          | الحزب | عدد الأصوات |
| --------------- | ----- | ----------- |
| فرانكلين روزفلت |       | 22,821,277  |